# 교향곡 2번 (보로딘)
알렉산드르 보로딘의 《교향곡 2번 나단조》는 1869년에서 1876년 사이에 띄엄띄엄 작곡되었다. 4악장으로 구성되어 있으며 작곡가 자신이 완성한 가장 중요한 대규모 작품으로 평가받고 있다.
1879년 보로딘은 교향곡의 관현악 편성을 수정하고 금관 악기의 두터운 부분을 간결하게 만들었다. 이 최종판의 초연은 1879년 3월 4일 자유 학교 콘서트에서 니콜라이 림스키코르사코프의 지휘로 이루어졌다. 보로딘은 1886년에 마지막으로 교향곡에 몰두하게 되었고, 그 동안 총보를 준비했다.

## 악기 편성
- 목관악기: 피콜로, 플루트2, 오보에2(하나는 잉글리시 호른을 같이 연주), 클라리넷2, 바순2
- 금관악기: 호른4, 트럼펫2, 트롬본3, 튜바
- 타악기: 팀파니3, 트라이앵글, 탬버린, 큰북, 심벌즈(4악장에서만)
- 현악기: 하프, 현악 5부